# Rio de janeiro-råtta
Rio de janeiro-råtta (Phaenomys ferrugineus) är ett däggdjur i familjen hamsterartade gnagare som förekommer i sydöstra Brasilien. Den är ensam i släktet Phaenomys.  Inga underarter finns listade.
Arten lever i ett cirka 12 000 km² stort område norr om Rio de Janeiro. Den vistas där i låglandet i skogar och klättrar antagligen i växtligheten.
Individerna når en kroppslängd (huvud och bål) av cirka 15 cm och svansen blir ungefär 19 cm lång. Pälsen har på ovansidan en rödaktig färg som är vid några ställen mörkare på grund av mörka hårspetsar. Buken har en vit- till gulaktig färg. Den jämförelsevis långa svansen bär hår. Artens öron är ganska små.
Rio de janeiro-råtta listas av Internationella naturvårdsunionen (IUCN) som sårbar (VU) på grund av det begränsade utbredningsområde och då beståndet minskar.